# Eotetranychus flavescens
Eotetranychus flavescens är en spindeldjursart som beskrevs av Meyer 1974. Eotetranychus flavescens ingår i släktet Eotetranychus och familjen Tetranychidae. Inga underarter finns listade i Catalogue of Life.